# Stepanivka, Baștanka
Stepanivka (în ucraineană Степанівка) este un sat în comuna Inhulka din raionul Baștanka, regiunea Mîkolaiiv, Ucraina.

## Demografie
Componența lingvistică a localității Stepanivka
     Ucraineană (100%)
Conform recensământului din 2001, toată populația localității Stepanivka era vorbitoare de ucraineană (100%).